# بازیابی (متالورژی)
بازیابی فرآیندی است که طی آن دانه های تغییر شکل یافته می توانند انرژی ذخیره شده خود را با حذف یا تنظیم مجدد عیوب در ساختار کریستالی خود کاهش دهند. این عیوب، در درجه اول نابجایی ، با تغییر شکل پلاستیکی مواد ایجاد می‌شوند و باعث افزایش مقاومت تسلیم یک ماده می‌شوند. از آنجایی که بازیابی چگالی نابجایی را کاهش می دهد، فرآیند معمولاً با کاهش استحکام ماده و افزایش همزمان شکل پذیری همراه است. در نتیجه، بهبودی ممکن است بسته به شرایط مفید یا مضر در نظر گرفته شود. بازیابی مربوط به فرآیند مشابه تبلور مجدد و رشد دانه است که هر یک از آنها مراحل بازپخت هستند. بازیابی با تبلور مجدد رقابت می کند، زیرا هر دو توسط انرژی ذخیره شده هدایت می شوند، اما همچنین تصور می شود که پیش نیاز ضروری برای هسته سازی دانه های تبلور مجدد است. به این دلیل نامیده می شود که به دلیل کاهش دررفتگی، هدایت الکتریکی بازیابی می شود. این باعث ایجاد کانال‌هایی بدون نقص می‌شود. 

## تعریف
فرآیندهای فیزیکی که تحت عنوان بازیابی، رشد دانه و تبلور مجدد  قرار می گیرند، اکثرا به سختی قابل تشخیص هستند. دوهرتی و همکاران در سال 1998 بیان کردند:
"نویسندگان توافق کرده اند که ... فرآیند بازیابی را می توان به عنوان تمام فرآیندهای بازپختی  که در مواد تغییر شکل یافته رخ میدهد در نظر گرفت که در آن مهاجرت مرز دانه  با زاویه بالا رخ ندهد."
بنابراین فرآیند بازیابی را می توان از فرآیند های تبلور مجدد و رشد دانه متمایز کرد زیرا هر دو این فرآیند ها دارای حرکت وسیع مرزهای دانه با زاویه بالا هستند.
اگر بازیابی در طول تغییر شکل رخ دهد (وضعیتی که در پردازش در دمای بالا رایج است) به آن "دینامیک" می گویند در حالی که بازیابی که پس از پردازش رخ می دهد "استاتیک" نامیده می شود. تفاوت اصلی در این است که در طول بازیابی دینامیکی، انرژی ذخیره شده همچنان با کاهش آن در فرآیند بازیابی - وارد می شود - که منجر به شکلی از تعادل دینامیک می شود.

## روند

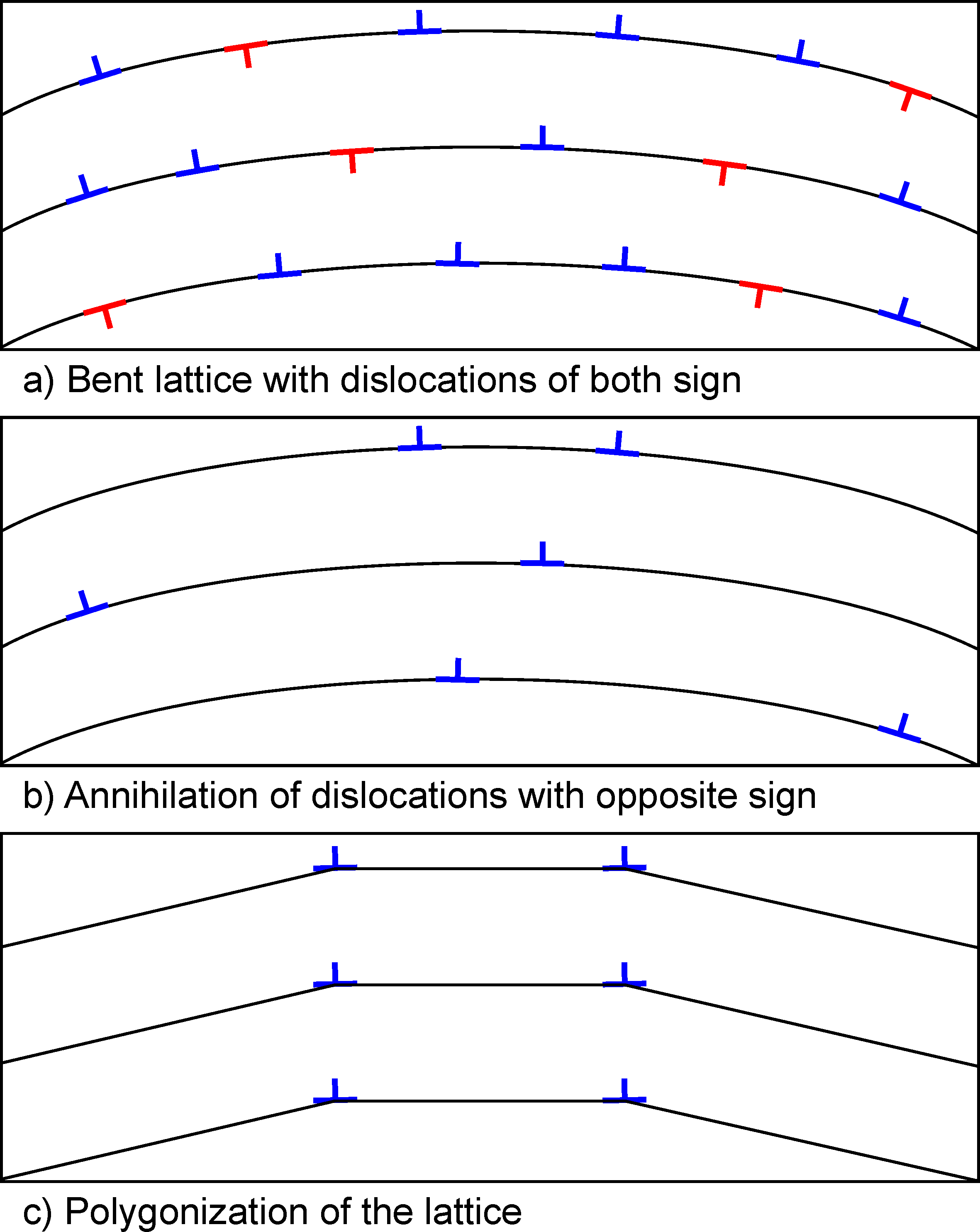
1. شکل 1. نابودی و سازماندهی مجدد آرایه ای از نابجایی های لبه ای در یک شبکه کریستالی

شکل 2. انیمیشن نابودی و سازماندهی مجدد نابجایی های لبه ای در یک شبکه کریستالی

## ساختار تغییر شکل یافته
یک فلز به شدت تغییر شکل یافته حاوی تعداد زیادی نابجایی است که عمدتاً در "درهم" یا "جنگل" گیر کرده اند. حرکت نابجایی در فلزی با انرژی خطای انباشته شده کم نسبتاً دشوار است و بنابراین توزیع نابجایی پس از تغییر شکل تا حد زیادی تصادفی است. در مقابل، فلزات با انرژی خطای انباشته شده متوسط تا زیاد، به عنوان مثال. آلومینیوم، تمایل به تشکیل یک ساختار سلولی دارند که در آن دیواره های سلولی از درهم تنیدگی های خشن تشکیل شده است. فضای داخلی سلول ها به نسبت تراکم دررفتگی کاهش یافته است

## فرآیند تخریب
هر نابجایی با یک میدان کرنش همراه است که مقداری کم اما محدود در انرژی ذخیره شده مواد نقش دارد. هنگامی که دما افزایش می یابد - معمولاً کمتر از یک سوم نقطه ذوب مطلق - نابجایی ها متحرک می شوند و قادر به سر خوردن ، لغزش متقاطع و بالا رفتن هستند. اگر دو نابجایی با علامت مخالف به هم برسند، عملاً از بین می روند و سهم آنها در انرژی ذخیره شده حذف می شود. هنگامی که نابودی کامل شد، تنها دررفتگی اضافی از یک نوع باقی می ماند.

## بازآرایی
پس از نابودی، نابجایی‌های باقی‌مانده می‌توانند خود را در آرایه‌های مرتبی تراز کنند که در آن سهم فردی آن‌ها در انرژی ذخیره‌شده با همپوشانی میدان‌های کرنش کاهش می‌یابد. ساده‌ترین حالت، آرایه‌ای از نابجایی لبه‌های بردار برگر یکسان است. این مورد ایده آل را می توان با خم کردن یک کریستال منفرد که روی یک سیستم لغزش تغییر شکل می دهد تولید کرد (آزمایش اصلی که توسط کان در سال 1949 انجام شد). نابجایی های لبه خود را به مرزهای شیب بازآرایی می کنند، یک مثال ساده از مرز دانه با زاویه پایین. تئوری مرز دانه پیش بینی می کند که افزایش در جهت گیری نادرست مرز انرژی مرز را افزایش می دهد اما انرژی در هر جابجایی را کاهش می دهد. بنابراین، نیروی محرکه ای برای ایجاد مرزهای کمتر و به شدت نادرست وجود دارد. وضعیت در مواد پلی کریستالی بسیار تغییر شکل یافته به طور طبیعی پیچیده تر است. بسیاری از جابجایی‌های برگر برگرهای مختلف می‌توانند برای تشکیل شبکه‌های پیچیده دو بعدی تعامل داشته باشند.

## توسعه زیرساخت
همانطور که قبل تر اشاره کردیم، ساختار تغییر شکل یافته اکثرا به صورت یک ساختار سلولی سه بعدی با دیواره های متشکل از درهم رفتگی است. تا وقتی که بازیابی ادامه پیدا میکند، این دیواره های سلولی به سمت یک ساختار زیر دانه ای واقعی تغییر می کنند. این امر از طریق حذف تدریجی نابجایی های خارجی و بازآرایی نابجایی های باقی مانده در مرزهای دانه به مرزدانه هایی با زاویه پایین اتفاق می افتد.
تشکیل زیردانه ها  با سخت شدن زیردانه ها همراه است که در این فرآیند اندازه متوسط افزایش یافته در حالی که تعداد زیردانه ها کاهش می یابد.در این فرآیند سطح کل مرز دانه ها کاهش میابد در نتیجه باعث کاهش انرژی ذخیره شده در مواد می شود. سخت شدن ریزدانه ها دارای ویژگی های  مشترک بسیاری با رشد دانه است.
اگر بتوان به طور تقریبی ساختار فرعی را  آرایه ای از زیردانه های کروی با شعاع R و انرژی مرزی γ s در نظر گرفت، آنگاه انرژی ذخیره شده یکنواخت است و نیروی وارد شده بر مرز به صورت مساوی توزیع می شود.
ساختار تغییر شکل یافته
{\displaystyle P=-\alpha \;R{\frac {d}{dR}}\left({\frac {\gamma \;_{s}}{R}}\right)\,\!}
با توجه به این که γ s  به جهت گیری نادرست مرزی زیردانه های اطراف وابسته است، فشار محرک P به طور کلی در فرآیند درشت شدن ثابت نمی ماند.